# المتحف المصري في مليلية
المتحف المصري في مليلية هو متحف للفن المصري في مدينة مليلية الإسبانية . وهو واحد من متحفين فقط للفن المصري في إسبانيا إلى جانب المتحف الموجود في برشلونة . افتُتح عام ٢٠٢١، ويتألف من ثلاثة طوابق مخصصة للمعارض.  